# 천지영웅
《천지영웅》(天地英雄, Warriors Of Heaven And Earth)은 홍콩에서 제작된 하평 감독의 2003년 전쟁, 드라마, 액션 영화이다. 강문 등이 주연으로 출연하였고 왕중군 등이 제작에 참여하였다.

## 출연

### 주연
- 강문
- 자오웨이
- 왕학기

### 조연
- 나카이 키이치
- 왕학기
- 주운

## 기타
- 의상: 야오 샤오홍